# Vafessa Fofana
Vafessa Fofana (Parigi, 12 giugno 1992) è un cestista francese con cittadinanza ivoriana.

## Carriera
Con la Costa d'Avorio ha disputato i Campionati mondiali del 2019 e i Campionati africani del 2021.